# Condado de Cumberland (Kentucky)
El condado de Cumberland (en inglés: Cumberland County) es un condado en el estado estadounidense de Kentucky. En el censo de 2000 el condado tenía una población de 7147 habitantes. La sede de condado es Burkesville. El condado fue fundado en 1799 y fue nombrado en honor al río Cumberland.

## Geografía

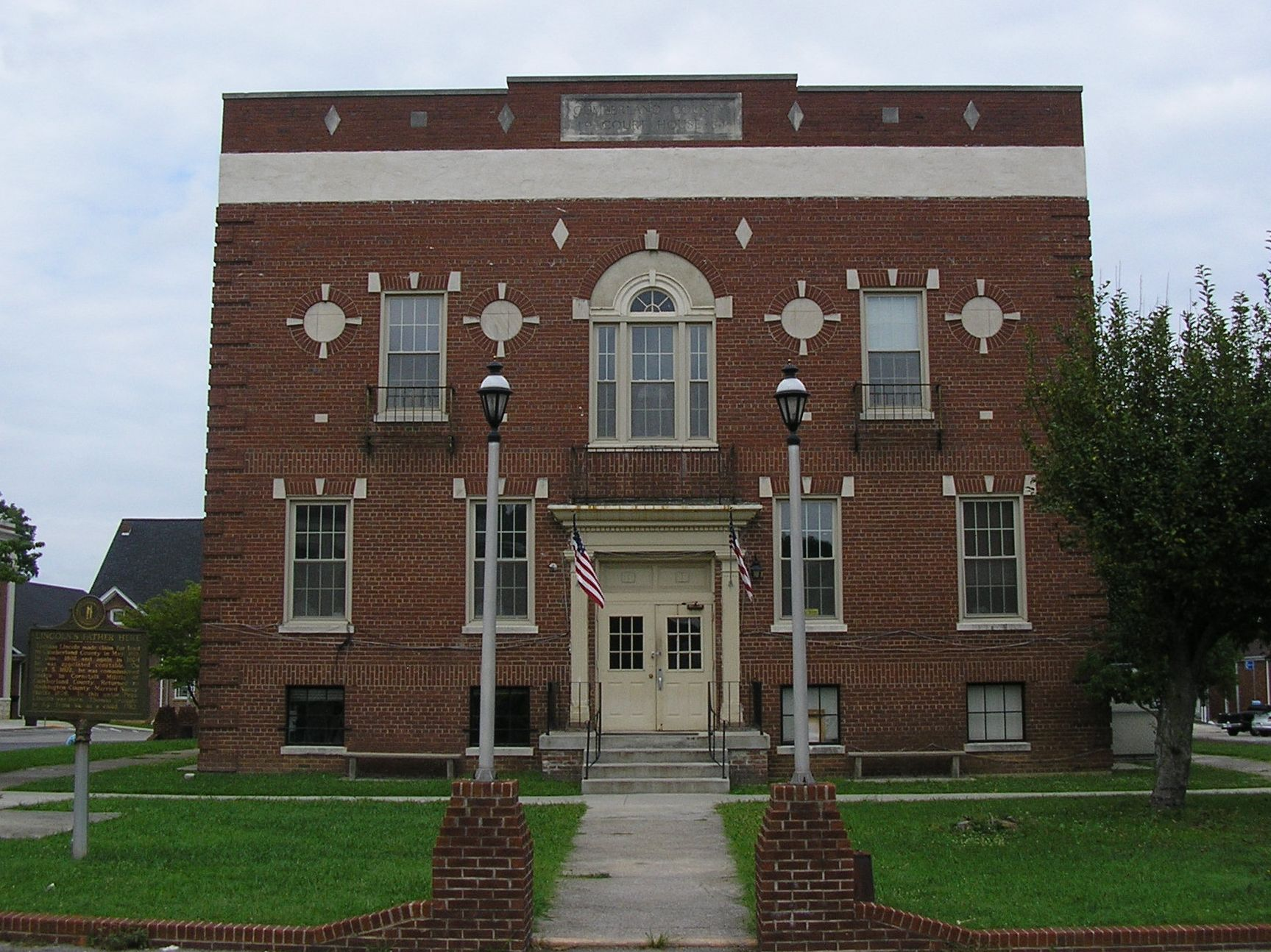
Juzgado del condado de Cumberland en Burkesville.

Según la Oficina del Censo, el condado tiene un área total de 805 km² (311 sq mi), de la cual 793 km² (306 sq mi) es tierra y 12 km² (5 sq mi) (1,61 %) es agua.

### Condados adyacentes
- Condado de Adair (norte)
- Condado de Russell (noreste)
- Condado de Clinton (este)
- Condado de Clay, Tennessee (sur)
- Condado de Monroe (oeste)
- Condado de Metcalfe (noroeste)

## Demografía
En el censo de 2000, hubo 7147 personas, 2976 hogares y 2038 familias residiendo en el condado. La densidad poblacional era de 23 personas por milla cuadrada (9/km²). En el 2000 había 3567 unidades unifamiliares en una densidad de 12 por milla cuadrada (5/km²). La demografía del condado era de 95,28 % blancos, 3,41 % afroamericanos, 0,14 % amerindios, 0,04 % asiáticos, 0,06 % isleños del Pacífico, 0,15 % de otras razas y 0,91 % de dos o más razas. 0,60 % de la población era de origen hispano o latino de cualquier raza.
La renta promedio para un hogar del condado era de $21.572 y el ingreso promedio para una familia era de $28.701. En 2000 los hombres tenían un ingreso medio de $21.313 versus $16.548 para las mujeres. La renta per cápita para el condado era de $12.643 y el 23,80 % de la población estaba bajo el umbral de pobreza nacional.

## Ciudades y pueblos
| - Amandaville - Bakerton - Bow | - Burkesville - Dubre - Grider | - Judio - Kettle - Marrowbone | - Peytonsburg - Waterview |